# Доронченко Юрій Семенович
Ю́рій Семе́нович Доро́нченко (нар. 3 серпня 1938, Вязьма, Смоленська область, Росія — 27 грудня 2007, Маріуполь) — театральний актор. Народний артист України (1993).
Чоловік актриси Людмили Руснак.

## Життєпис
1961 — закінчив студію при Казанському Великому драматичному театрі ім. В. Качалова (викладачі Е. Бейбутов, Є. Простов).
1961—1966 працював у цьому театрі.
1964—1965 — актор Ростовського театру драми ім. М. Горького.
1966—1969 — актор Кишинівського російського драматичного театру ім. А. Чехова.
1969—1971 — актор Тираспольського російського драматичного театру.
1971—1974 — працював у Томському драмтеатрі.
З 1974 — актор Донецького російського драматичного театру (м. Маріуполь).
1978 року удостоєний звання Заслуженого артиста УРСР.
1993 року йому присвоєно звання Народного артиста України.
Пішов з життя 27 грудня 2007 року. Похований у Маріуполі на Алеї героїв Старокримського кладовища.

## Ролі
- Актор («Наш Декамерон» за Дж. Бокаччо)
- Андрій Гуськов («Живи та пам'ятай» за В. Распутіним)
- Аристарх Петрович Кузькін («Енергійні люди» за В. Шукшиним)
- Барні Кешман («Останній палко закоханий» Н. Саймона)
- Барон («Лицарські пристрасті» В. Красногорова)
- Джордж («Не боюсь Вірджинії Вулф» за Е. Олбі)
- Інспектор Гулль («Він прийшов» за Дж. Прістлі)
- Каренін («Анна Кареніна» за Л. Толстим)
- Князь Мишкін («Ідіот» за Ф. Достоєвським)
- Миронов («Капітанська дочка» за О. Пушкіним)
- Нікітін («Берег» за Бондаревим)
- Синельников («Характери» за Шукшиним)
- Тартюф (однойм. п'єса Ж.-Б. Мольєра)
- Чмутін («Ретро» О. Галіна)
- Чугунов («Вовки та вівці» О. Островського)
- Шахматов («Дорівнює чотирьом Франціям» Мишаріна)